# Rosa & Rosinha
Rosa e Rosinha, nomes artísticos de José Renato Castro e Daniel Cardamone Sanchez, respectivamente, é uma dupla sertaneja brasileira.
A dupla, que fez muito sucesso nos anos 90 e 2000, ficou conhecida pelas letras engraçadas, paródias de músicas e as clássicas vestimentas cor-de-rosa.

## Carreira
José Renato e Daniel começaram a carreira em bandas de baile, em Jaú. Formaram a dupla Rosa e Rosinha em 1993. Começaram a se tornar conhecidos nacionalmente quando foram convidados para participar do programa Jô Soares Onze e Meia, do apresentador Jô Soares, no SBT. Suas letras cheias de humor e paródias de músicas famosas, além das roupas sempre cor-de-rosa, logo chamaram a atenção do público.
Em 1996, lançaram seu primeiro álbum homônimo. Dois anos mais tarde, produziram o segundo CD da dupla, intitulado Rosa e Rosinha Vol. 2, com composições de outros artistas. Em 2000, o terceiro álbum é lançado, com destaque para a canção "Queimando Rosca", de Rick & Alexandre. O quarto CD da dupla foi lançado em 2006 e intitulado Rosa e Rosinha - Volume IV.
Em 2008 gravaram um DVD romântico denominado "JRD", "Meu Lado B", com seus nomes verdadeiros, José Renato e Daniel, onde eles interpretavam musicas autorais. "Eu já sei tudo acabou", foi considerada em 2010 pela revista Billboard uma das musicas mais tocadas no Brasil. "Lagrimas", a outra canção, durante um ano ficou entre as 5 mais tocadas.
Na televisão, comandaram um quadro do programa Do Tamanho do Brasil, apresentado pelo cantor Sérgio Reis na extinta Rede Manchete e que posteriormente foi transferido para o SBT no final dos anos 90. Também apresentaram um programa na Terraviva, intitulado As Aventuras de Rosa e Rosinha, e o TV Sharolaine na NGT.
No final de 1999 a 2000 contratados da Rede Globo, atuaram no seriado Angel Road, apresentado por Angélica na TV Globinho.
Em 2008, obtiveram seu próprio programa na TV Gazeta, chamado Planeta Brasil. A dupla também aproveitou para lançar diversos produtos homônimos no mercado, como sorvetes e hambúrgueres.
Em 2014, também criaram seu espetáculo de stand up comedy.
Em 2016, criaram um canal de humor no Youtube, onde faziam paródias divertidas de outras músicas famosas.
No dia 2 de março de 2021, Rosa (José Renato) divulgou em sua rede social que a dupla chegou ao fim após 28 anos de carreira. O ex-parceiro fez questão de enaltecer, que o fim da respectiva dupla se deu por conta de seu parceiro Rosinha (Daniel), que quis interromper a parceria.
Em novembro de 2023, a dupla anuncia seu retorno aos palcos, no programa Silvio Santos.

## Discografia
- 1996 - Rosa e Rosinha - Continental
- 1998 - Rosa e Rosinha: Vol. 2 - Warner/Continental
- 2000 - As Aventuras de Rosa & Rosinha - Deckdisc
- 2003 - Rosa e Rosinha: Volume III - Mel Disc
- 2006 - Rosa e Rosinha: Volume IV: Tá Tudo Bom Demais
- 2008 - José Renato e Daniel - Meu Lado B
- 2018 - Rosa e Rosinha: Volume V - Cachaça no Pão